# Голубовский сельский совет (Середино-Будский район)
Голубовский сельский совет (укр. Голубівська сільська рада) — входит в состав
Середино-Будского района
Сумской области
Украины.
Административный центр сельского совета находится в 
с. Голубовка
.

## Населённые пункты совета
- с. Голубовка
- с. Заречье
- с. Лесное
- с. Полесское

## Ликвидированные населённые пункты совета
- с. Подолы